# Cardinale protodiacono

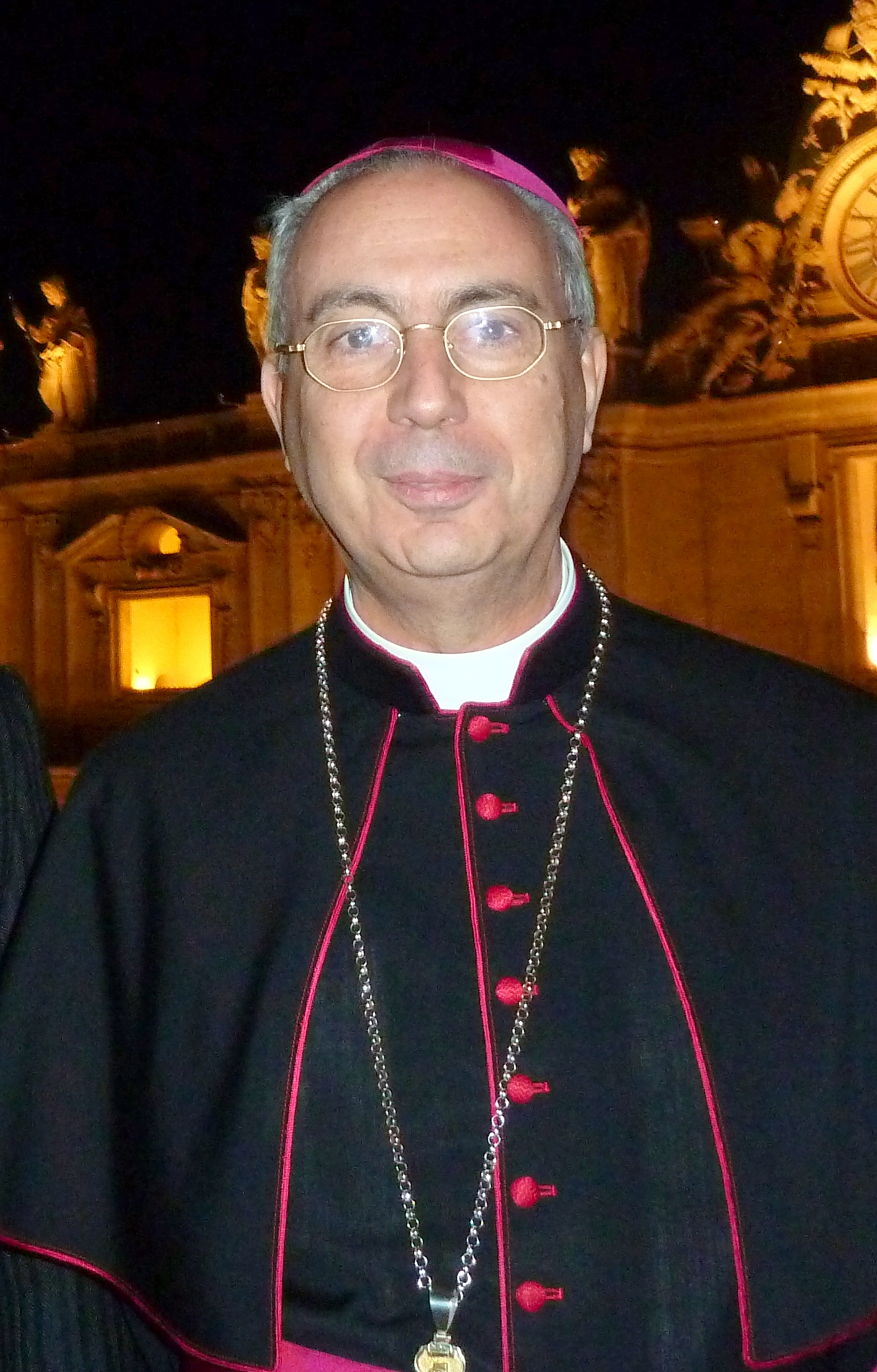
Dominique Mamberti, cardinale protodiacono dal 28 ottobre 2024

Il cardinale protodiacono è il primo cardinale nell'ordine diaconale, ovvero il cardinale diacono nominato da più tempo. Se tra diversi cardinali il tempo coincide, la precedenza spetta al prelato indicato per primo nell'elenco dei cardinali creati durante quel concistoro.
Dal 28 ottobre 2024 il cardinale protodiacono è Dominique Mamberti, prefetto del Supremo tribunale della Segnatura apostolica, creato cardinale da papa Francesco nel concistoro del 14 febbraio 2015.

## Funzioni
Al cardinale protodiacono, se elettore, spetta il compito di annunciare l'avvenuta elezione del papa pronunciando la celebre formula Habemus Papam, altrimenti questo compito viene svolto dal primo dei cardinali diaconi elettori. Nel caso in cui il cardinale protodiacono venga eletto papa, l'annuncio viene dato dal cardinale diacono elettore che segue nell'elenco dei cardinali diaconi.
Il cardinale protodiacono, inoltre, impone il pallio al nuovo pontefice eletto, nella celebrazione eucaristica di inizio del ministero petrino, presenta i metropoliti pronti a ricevere il pallio dal pontefice nella solennità dei Santi Pietro e Paolo (29 giugno), annuncia la concessione dell'indulgenza plenaria quando il papa a Natale e Pasqua impartisce la benedizione Urbi et Orbi.

## Cronotassi dei cardinali protodiaconi
- Pietro (? – ottobre 1050 deceduto)[1]
- Friedrich Gozzelon von Lothringen (ottobre 1050 – 14 giugno 1057 nominato cardinale presbitero di San Crisogono)
- Aribone Primischino (14 giugno 1057 – 1061 deceduto)
- Alberico Anserici, O.S.B.Cas. (1061 – agosto 1088 nominato cardinale presbitero dei Santi Quattro Coronati)
- Oderisio Berardi, O.S.B.Cas. (agosto 1088 – 2 dicembre 1105 deceduto)[2]
- Berardo (2 dicembre 1105 – 1115 deceduto)
- Gregorio Papareschi, C.R.L. (1115 – 14 febbraio 1130 eletto papa con il nome di Innocenzo II)
- Romano (14 febbraio 1130 – maggio 1135 deceduto)
- Aymery de la Châtre, C.R.L. (maggio 1135 – 28 maggio 1141 deceduto)
- Gregorio Tarquini (28 maggio 1141 – 17 giugno/21 settembre 1145 deceduto)
- Odone Fattiboni (17 giugno/21 settembre 1145 – prima del 21 dicembre 1162 deceduto)
- Hugues de Foliet, O.S.B. (prima del 21 dicembre 1162 – 1164 deceduto)
- Giacinto Bobone (1164 – 30 marzo 1191 eletto papa con il nome di Celestino III)[3]
- Graziano da Pisa (30 marzo 1191 – 1203 deceduto)
- Gerardo Allucingoli (1203 – dopo il 20 luglio 1208 deceduto)
- Gregorio Carelli (dopo il 20 luglio 1208 – 30 maggio 1211 deceduto)
- Giovanni dei conti di Segni (30 maggio 1211 – 31 maggio/14 giugno 1213 deceduto)
- Guido Pierleone (31 maggio/14 giugno 1213 – 18 dicembre 1221 nominato cardinale vescovo di Palestrina)
- Ottaviano dei conti di Segni (18 dicembre 1221 – luglio 1231 deceduto)
- Raniero Capocci (luglio 1231 – 27 maggio 1250 deceduto)
- Gil Torres (27 maggio 1252 – 5/11 novembre 1254 deceduto)[4]
- Riccardo Annibaldi (5/11 novembre 1254 – 4 ottobre 1276 deceduto)[5]
- Giovanni Gaetano Orsini (4 ottobre 1276 – 25 novembre 1277 eletto papa con il nome di Niccolò III)[6]
- Giacomo Savelli (25 novembre 1277 – 2 aprile 1285 eletto papa con il nome di Onorio IV)
- Goffredo da Alatri (2 aprile 1285 – 3 aprile 1287 deceduto)
- Matteo Rubeo Orsini (3 aprile 1287 – 4 settembre/12 novembre 1305 deceduto)[7]
- Giacomo Colonna (4 settembre/12 novembre 1305 – 14 agosto 1318 deceduto)[8]
- Napoleone Orsini (14 agosto 1318 – 23 marzo 1342 deceduto)[9]
- Raymond Guillaume des Fargues (23 marzo 1342 – 5 ottobre 1346 deceduto)[10]
- Gaillard de la Mothe (o de Lamotte) (5 ottobre 1346 – 20 dicembre 1356 deceduto)
- Bernard de la Tour d'Auvergne (20 dicembre 1356 – 7 agosto 1361 deceduto)
- Guillaume de la Jugée (7 agosto 1361 – 22 aprile 1368 nominato cardinale presbitero di San Clemente)
- Nicolas de Besse (22 aprile 1368 – 5 novembre 1369 deceduto)
- Pierre Roger de Beaufort (5 novembre 1369 – 30 dicembre 1370 eletto papa con il nome di Gregorio XI)
- Rinaldo Orsini (30 dicembre 1370 – 6 giugno 1374 deceduto)[11]
- Hugues de Saint-Martial (6 giugno 1374 – 20 settembre 1378 deposto da papa Urbano VI per aver aderito all'Obbedienza avignonese)

### Scisma d'Occidente
Obbedienza romana (1378 – 1415):
- Galeotto Tarlati di Petramala (20 settembre 1378 – 7 maggio 1387 deposto da papa Urbano VI per aver aderito all'Obbedienza avignonese)
- Francesco Renzio (7 maggio 1387 – 27 settembre 1390 deceduto)
- Landolfo Maramaldo (27 settembre 1390 – 5 ottobre 1408 deposto da papa Gregorio XII per aver aderito all'Obbedienza pisana)
- Jacopo del Torso (5 ottobre 1408 – dopo il 29 agosto 1414 deceduto)
- Pietro Morosini (dopo il 29 agosto 1414 – 4 luglio 1415 fine dell'Obbedienza romana)

Obbedienza avignonese (1378 – 1429):
- Hugues de Saint-Martial (20 settembre 1378 – 1403 deceduto)[12]
- Amedeo di Saluzzo (1403 – 21 ottobre 1408 deposto dall'antipapa Benedetto XIII per aver aderito all'Obbedienza pisana)
- Carlos Jordán de Urriés y Pérez Salanova (21 ottobre 1408 – 5 gennaio 1418 deposto dall'antipapa Benedetto XIII per aver aderito all'Obbedienza romana)
- Vacante (5 gennaio 1418 – 22 maggio 1423)
- Jean Carrier (22 maggio 1423 – 26 luglio 1429 fine dell'Obbedienza avignonese)[13]

Obbedienza pisana (1409 – 1415):
- Landolfo Maramaldo (5 ottobre 1408 – 4 luglio 1415 fine dell'Obbedienza pisana)

### Dopo il Concilio di Costanza
- Landolfo Maramaldo (4 luglio – 16 ottobre 1415 deceduto)
- Amedeo di Saluzzo (16 ottobre 1415 – 28 giugno 1419 deceduto)
- Rinaldo Brancaccio (28 giugno 1419 – 27 marzo 1427 deceduto)
- Lucido Conti (27 marzo 1427 – 9 settembre 1437 deceduto)
- Domenico Capranica (9 settembre 1437 – 9 maggio 1443 nominato cardinale presbitero di Santa Croce in Gerusalemme)
- Prospero Colonna (9 maggio 1443 – 24 marzo 1463 deceduto)[14]
- Roderic Llançol de Borja (24 marzo 1463 – 30 agosto 1471 nominato cardinale vescovo di Albano, poi eletto papa con il nome di Alessandro VI)
- Francesco Nanni Todeschini-Piccolomini (30 agosto 1471 – 22 settembre 1503 eletto papa con il nome di Pio III)[15]
- Raffaele Sansoni Riario della Rovere (22 settembre – 29 novembre 1503 nominato cardinale vescovo di Albano)[16]
- Giovanni Colonna (29 novembre 1503 – 26 settembre 1508 deceduto)
- Giovanni di Lorenzo de' Medici (26 settembre 1508 – 9 marzo 1513 eletto papa con il nome di Leone X)
- Federico Sanseverino (9 marzo 1513 – 7 agosto 1516 deceduto)[17]
- Alessandro Farnese il Vecchio (7 agosto 1516 – 15 giugno 1519 nominato cardinale vescovo di Frascati, poi eletto papa con il nome di Paolo III)[18]
- Ippolito d'Este (15 giugno 1519 – 3 settembre 1520 deceduto)
- Amanieu d'Albret (3 settembre – 20 dicembre 1520 deceduto)
- Marco Corner (20 dicembre 1520 – 14 dicembre 1523 nominato cardinale presbitero di San Marco)
- Sigismondo Gonzaga (14 dicembre 1523 – 3 ottobre 1525 deceduto)
- Innocenzo Cibo (3 ottobre 1525 – 13 aprile 1550 deceduto)
- Giovanni di Lorena (13 aprile – 10 maggio 1550 deceduto)
- Niccolò Gaddi (10 maggio 1550 – 20 novembre 1551 nominato cardinale presbitero pro hac vice di Santa Maria in Via Lata)
- Ercole Gonzaga (20 novembre 1551 – 6 luglio 1556 nominato cardinale presbitero pro hac vice di Santa Maria Nuova)
- Girolamo Doria (6 luglio 1556 – 25 marzo 1558 deceduto)
- Odet de Coligny (25 marzo 1558 – 31 marzo 1563 deposto da papa Pio IV per aver aderito al Calvinismo)
- Alessandro Farnese il Giovane (31 marzo 1563 – 14 aprile 1564 nominato cardinale presbitero di San Lorenzo in Damaso)
- Guido Ascanio Sforza di Santa Fiora (14 aprile – 6 ottobre 1564 deceduto)
- Ippolito d'Este (6 ottobre – 8 ottobre 1564 nominato cardinale presbitero pro hac vice di Santa Maria in Aquiro)
- Ranuccio Farnese (8 ottobre 1564 – 7 febbraio 1565 nominato cardinale vescovo di Sabina)
- Giulio Della Rovere (7 febbraio 1565 – 8 agosto 1567 nominato cardinale presbitero di San Pietro in Vincoli)
- Innocenzo Ciocchi del Monte (8 agosto 1567 – 2 novembre 1577 deceduto)
- Girolamo Simoncelli (2 novembre 1577 – 15 gennaio 1588 nominato cardinale presbitero di Santa Prisca)[19]
- Ferdinando de' Medici (15 gennaio – 28 novembre 1588 dimessosi dal cardinalato)
- Andrea d'Austria (28 novembre 1588 – 12 novembre 1600 deceduto)
- Francesco Sforza (12 novembre 1600 – 13 novembre 1617 nominato cardinale presbitero di San Matteo in Merulana) - Ha annunciato le elezioni di Leone XI e Paolo V.[20]
- Odoardo Farnese (13 novembre 1617 – 11 gennaio 1621 nominato cardinale presbitero pro hac vice di Santa Maria in Via Lata)[21]
- Andrea Baroni Peretti Montalto (11 gennaio – 5 maggio 1621 nominato cardinale presbitero di Sant'Agnese in Agone) - Ha annunciato l'elezione di Gregorio XV.
- Alessandro d'Este (5 maggio 1621 – 2 ottobre 1623 nominato cardinale presbitero di Santa Maria della Pace) - Ha annunciato l'elezione di Urbano VIII.
- Carlo Emmanuele Pio di Savoia (2 ottobre 1623 – 16 marzo 1626 nominato cardinale presbitero dei Santi Giovanni e Paolo)
- Maurizio di Savoia (16 marzo 1626 – 10 novembre 1642 dimessosi dal cardinalato)
- Carlo di Ferdinando de' Medici (10 novembre 1642 – 12 dicembre 1644 nominato cardinale presbitero di San Sisto) - Ha annunciato l'elezione di Innocenzo X.[22]
- Antonio Barberini (12 dicembre 1644 – 21 luglio 1653 nominato cardinale presbitero della Santissima Trinità al Monte Pincio)
- Giangiacomo Teodoro Trivulzio (21 luglio 1653 – 14 maggio 1655 nominato cardinale presbitero di Santa Maria del Popolo) - Ha annunciato l'elezione di Alessandro VII.
- Giulio Gabrielli (14 maggio 1655 – 6 marzo 1656 nominato cardinale presbitero di Santa Prisca)
- Giulio Mazzarino (6 marzo 1656 – 9 marzo 1661 deceduto)
- Virginio Orsini (9 marzo 1661 – 11 ottobre 1666 nominato cardinale presbitero di Santa Maria degli Angeli)
- Rinaldo d'Este (11 ottobre 1666 – 12 marzo 1668 nominato cardinale presbitero di Santa Pudenziana) - Ha annunciato l'elezione di Clemente IX.
- Giovanni Stefano Donghi (12 marzo 1668 – 26 novembre 1669 deceduto)
- Francesco Maidalchini (26 novembre 1668 – 19 ottobre 1689 nominato cardinale presbitero di Santa Maria in Via) - Ha annunciato le elezioni di Clemente X, Innocenzo XI e Alessandro VIII.
- Carlo Cerri (19 ottobre 1689 – 14 maggio 1690 deceduto)
- Urbano Sacchetti (14 maggio 1690 – 22 dicembre 1693 nominato cardinale presbitero di San Bernardo alle Terme Diocleziane) - Ha annunciato l'elezione di Innocenzo XII.
- Benedetto Pamphilj (22 dicembre 1693 – 22 marzo 1730 deceduto) - Ha annunciato le elezioni di Clemente XI, Innocenzo XIII e Benedetto XIII.[23]
- Lorenzo Altieri (22 marzo 1730 – 3 agosto 1741 deceduto) - Ha annunciato l'elezione di Clemente XII. Sostituito dal successore per l'annuncio dell'elezione di Benedetto XIV.[24]
- Carlo Maria Marini (3 agosto 1741 – 16 gennaio 1747 deceduto) - Ha annunciato l'elezione di Benedetto XIV.
- Alessandro Albani (16 gennaio 1747 – 11 dicembre 1779 deceduto) - Ha annunciato le elezioni di Clemente XIII, Clemente XIV e Pio VI.[25]
- Domenico Orsini d'Aragona (11 dicembre 1779 – 10 gennaio 1789 deceduto)
- Ignazio Gaetano Boncompagni Ludovisi (10 gennaio 1789 – 9 agosto 1790 deceduto)
- Gregorio Anton Maria Salviati (9 agosto 1790 – 5 aprile 1794 deceduto)
- Vincenzo Maria Altieri (5 aprile 1794 – 7 settembre 1798 dimessosi dal cardinalato)
- Antonio Maria Doria Pamphilj (7 settembre 1798 – 31 gennaio 1821 deceduto) - Ha annunciato l'elezione di Pio VII.
- Fabrizio Dionigi Ruffo (31 gennaio 1821 – 13 dicembre 1827 deceduto) - Ha annunciato l'elezione di Leone XII.
- Giuseppe Albani (13 dicembre 1827 – 3 dicembre 1834 deceduto) - Ha annunciato le elezioni di Pio VIII e Gregorio XVI.
- Agostino Rivarola (3 dicembre 1834 – 7 novembre 1842 deceduto)
- Tommaso Riario Sforza (7 novembre 1842 – 14 marzo 1857 deceduto) - Ha annunciato l'elezione di Pio IX.[26]
- Ludovico Gazzoli (14 marzo 1857 – 12 febbraio 1858 deceduto)
- Giuseppe Ugolini (12 febbraio 1858 – 19 dicembre 1867 deceduto)
- Giacomo Antonelli (19 dicembre 1867 – 6 novembre 1876 deceduto)
- Prospero Caterini (6 novembre 1876 – 28 ottobre 1881 deceduto) - Ha annunciato l'elezione di Leone XIII.
- Teodolfo Mertel (28 ottobre 1881 – 24 marzo 1884 nominato cardinale presbitero di San Lorenzo in Damaso)
- Domenico Consolini (24 marzo 1884 – 20 dicembre 1884 deceduto)
- Lorenzo Ilarione Randi (20 dicembre 1884 – 20 dicembre 1887 deceduto)
- Giuseppe Pecci, S.I. (20 dicembre 1887 – 8 febbraio 1890 deceduto)
- John Henry Newman, C.O. (8 febbraio – 11 agosto 1890 deceduto)
- Joseph Hergenröther (11 agosto – 3 ottobre 1890 deceduto)
- Tommaso Maria Zigliara, O.P. (3 ottobre 1890 – 1º giugno 1891 nominato cardinale presbitero di Santa Prassede)
- Isidoro Verga (1º giugno 1891 – 22 giugno 1896 nominato cardinale presbitero di San Callisto)
- Luigi Macchi (22 giugno 1896 – 29 marzo 1907 deceduto) - Ha annunciato l'elezione di Pio X.
- Andreas Steinhuber, S.I. (29 marzo – 15 ottobre 1907 deceduto)
- Francesco Segna (15 ottobre 1907 – 4 gennaio 1911 deceduto)
- José de Calasanz Félix Santiago Vives y Tutó, O.F.M.Cap. (4 gennaio 1911 – 7 settembre 1913 deceduto)
- Francesco Salesio Della Volpe (7 settembre 1913 – 5 novembre 1916 deceduto) - Ha annunciato l'elezione di Benedetto XV.
- Gaetano Bisleti (5 novembre 1916 – 17 dicembre 1928 deceduto) - Ha annunciato l'elezione di Pio XI.
- Camillo Laurenti (17 dicembre 1928 – 16 dicembre 1935 nominato cardinale presbitero pro hac vice di Santa Maria della Scala)
- Camillo Caccia Dominioni (16 dicembre 1935 – 12 novembre 1946 deceduto) - Ha annunciato l'elezione di Pio XII.
- Nicola Canali (12 novembre 1946 – 3 agosto 1961 deceduto) - Ha annunciato l'elezione di Giovanni XXIII.
- Alfredo Ottaviani (3 agosto 1961 – 26 giugno 1967 nominato cardinale presbitero pro hac vice di Santa Maria in Domnica) - Ha annunciato l'elezione di Paolo VI.
- Arcadio María Larraona Saralegui, C.M.F. (26 giugno 1967 – 28 aprile 1969 nominato cardinale presbitero del Sacro Cuore di Maria)
- William Theodore Heard (28 aprile 1969 – 18 maggio 1970 nominato cardinale presbitero pro hac vice di San Teodoro)
- Antonio Bacci (18 maggio 1970 – 20 gennaio 1971 deceduto)
- Michael Browne, O.P. (20 gennaio 1971 – 31 marzo 1971 deceduto)
- Federico Callori di Vignale (31 marzo – 10 agosto 1971 deceduto)
- Charles Journet (10 agosto 1971 – 5 marzo 1973 nominato cardinale presbitero pro hac vice di Santa Maria in Portico Campitelli)
- Pericle Felici (5 marzo 1973 – 30 giugno 1979 nominato cardinale presbitero pro hac vice di Sant'Apollinare alle Terme Neroniane-Alessandrine) - Ha annunciato le elezioni di Giovanni Paolo I e Giovanni Paolo II.
- Sergio Pignedoli (30 giugno 1979 – 15 giugno 1980 deceduto)
- Umberto Mozzoni (15 giugno 1980 – 2 febbraio 1983 nominato cardinale presbitero pro hac vice di Sant'Eugenio)
- Opilio Rossi (2 febbraio 1983 – 22 giugno 1987 nominato cardinale presbitero di San Lorenzo in Lucina)
- Giuseppe Caprio (22 giugno 1987 – 26 novembre 1990 nominato cardinale presbitero di Santa Maria della Vittoria)
- Aurelio Sabattani (26 novembre 1990 – 5 aprile 1993 nominato cardinale presbitero pro hac vice di Sant'Apollinare alle Terme Neroniane-Alessandrine)[27]
- Duraisamy Simon Lourdusamy (5 aprile 1993 – 29 gennaio 1996 nominato cardinale presbitero pro hac vice di Santa Maria delle Grazie alle Fornaci fuori Porta Cavalleggeri)
- Eduardo Martínez Somalo (29 gennaio 1996 – 9 gennaio 1999 nominato cardinale presbitero pro hac vice del Santissimo Nome di Gesù)
- Pio Laghi (9 gennaio 1999 – 26 febbraio 2002 nominato cardinale presbitero di San Pietro in Vincoli)
- Luigi Poggi (26 febbraio 2002 – 24 febbraio 2005 nominato cardinale presbitero di San Lorenzo in Lucina)[28]
- Jorge Arturo Medina Estévez (24 febbraio 2005 – 2 gennaio 2007 cessato) - Ha annunciato l'elezione di Benedetto XVI
- Darío Castrillón Hoyos (2 gennaio 2007 – 1º marzo 2008 nominato cardinale presbitero pro hac vice del Santissimo Nome di Maria al Foro Traiano)
- Agostino Cacciavillan (1º marzo 2008 – 21 febbraio 2011 nominato cardinale presbitero pro hac vice dei Santi Angeli Custodi a Città Giardino)[28]
- Jean-Louis Tauran (21 febbraio 2011 – 12 giugno 2014 nominato cardinale presbitero pro hac vice di Sant'Apollinare alle Terme Neroniane-Alessandrine) - Ha annunciato l'elezione di Francesco
- Renato Raffaele Martino (12 giugno 2014 - 28 ottobre 2024 deceduto)[28]
- Dominique Mamberti, dal 28 ottobre 2024 - Ha annunciato l'elezione di Leone XIV[29]